# فرودگاه باسل هیل فارمز
فرودگاه باسل هیل فارمز (به انگلیسی: Basl Hill Farms Airport) یک فرودگاه خصوصی است که یک باند فرود چمن دارد و طول باند آن ۶۰۹ متر است. این فرودگاه در کشور ایالات متحده آمریکا قرار دارد و در ارتفاع ۳۵۳ متری از سطح دریا واقع شده‌است.